# Deuxième circonscription de la préfecture de Gifu
La deuxième circonscription de la préfecture de Gifu (岐阜県第2区, Gifu-ken dai-ni-ku) est l'une des cinq circonscriptions législatives que compte la préfecture de Gifu au Japon.

## Description géographique
La deuxième circonscription de la préfecture de Gifu comprend depuis 1994 la ville d'Ōgaki, le district de Kaizu — devenu entre-temps une ville — et les districts de Yōrō, Fuwa, Anpachi et Ibi,.

## Députés
| Législature | Début de mandat | Fin de mandat | Député élu         | Parti politique | Parti politique |
| ----------- | --------------- | ------------- | ------------------ | --------------- | --------------- |
| 41e         | 1996            | 2000          | Yasufumi Tanahashi |                 | PLD             |
| 42e         | 2000            | 2003          | Yasufumi Tanahashi |                 | PLD             |
| 43e         | 2003            | 2005          | Yasufumi Tanahashi |                 | PLD             |
| 44e         | 2005            | 2009          | Yasufumi Tanahashi |                 | PLD             |
| 45e         | 2009            | 2012          | Yasufumi Tanahashi |                 | PLD             |
| 46e         | 2012            | 2014          | Yasufumi Tanahashi |                 | PLD             |
| 47e         | 2014            | 2017          | Yasufumi Tanahashi |                 | PLD             |
| 48e         | 2017            | 2021          | Yasufumi Tanahashi |                 | PLD             |
| 49e         | 2021            | 2024          | Yasufumi Tanahashi |                 | PLD             |
| 50e         | 2024            | -             | Yasufumi Tanahashi |                 | PLD             |